# Aysha boraceia
Aysha boraceia är en spindelart som beskrevs av Antonio D. Brescovit 1992. Aysha boraceia ingår i släktet Aysha och familjen spökspindlar. Inga underarter finns listade.